# Anarthruropsis similis
Anarthruropsis similis är en kräftdjursart som beskrevs av Rosalia Konstantinovna Kudinova-Pasternak 1990. Anarthruropsis similis ingår i släktet Anarthruropsis, överfamiljen Paratanaoidea, ordningen tanaider, klassen storkräftor, fylumet leddjur och riket djur. Inga underarter finns listade i Catalogue of Life.